# Eotopus orientalis
Eotopus orientalis är en stekelart som beskrevs av Sushil och Muhammad Sharif Khan 1996. Eotopus orientalis ingår i släktet Eotopus och familjen sköldlussteklar. Inga underarter finns listade i Catalogue of Life.